# Vrbica, Bileća
Vrbica je naselje v občini Bileća, Bosna in Hercegovina. 

## Deli naselja
Dolac, Donja Vrbica, Gornja Vrbica in Vrbica.

## Prebivalstvo
| Pregled števila prebivalcev po letih | Pregled števila prebivalcev po letih | Pregled števila prebivalcev po letih | Pregled števila prebivalcev po letih | Pregled števila prebivalcev po letih | Pregled števila prebivalcev po letih |
| ------------------------------------ | ------------------------------------ | ------------------------------------ | ------------------------------------ | ------------------------------------ | ------------------------------------ |
| 1948                                 | 1953                                 | 1961                                 | 1971                                 | 1981                                 | 1991                                 |
| -                                    | -                                    | -                                    | 53                                   | 31                                   | 14                                   |

| Narodna sestava prebivalstva po letih                                                                                    | Narodna sestava prebivalstva po letih                                                                                    | Narodna sestava prebivalstva po letih                                                                                  |
| --- | --- | --- |
| 1971 | 1981 | 1991 |
| . skupaj: 53 Srbi 48 (90,56 %) Muslimani 4 (7,54 %) Hrvati 0 (0,00 %) Jugoslovani 0 (0,00 %) drugi in neznano 1 (1,88 %) | . skupaj: 31 Srbi 30 (96,77 %) Hrvati 0 (0,00 %) Muslimani 0 (0,00 %) Jugoslovani 1 (3,22 %) drugi in neznano 0 (0,00 %) | . skupaj: 14 Srbi 14 (100 %) Hrvati 0 (0,00 %) Muslimani 0 (0,00 %) Jugoslovani 0 (0,00 %) drugi in neznano 0 (0,00 %) |